# Przybyszka australijska
Przybyszka australijska, karaczan australijski (Periplaneta australasiae) – gatunek synantropijny z rzędu karaczanów, z rodziny karaczanowatych.